# Żupanowskaja Sopka
Żupanowskaja Sopka (ros. Жупановская Сопка) – wulkan złożony na półwyspie Kamczatka w Rosji.

## Geografia
Masyw wulkaniczny we wschodniej części półwyspu Kamczatka, na północ od Pietropawłowska Kamczackiego , złożony z czterech, nachodzących na siebie stratowulkanów na osi północ-północny zachód . Zbudowany z andezytu, bazaltu i dacytu . Trzy ze stratowulkanów powstały w plejstocenie . Osiąga wysokość 2958 m n.p.m. Jego północne zbocza pokrywają lodowce . 
Masyw leży w obrębie parku przyrody „Wulkany Kamczatki” (do 2010 roku na terenie parku przyrody „Nałyczewo”)  – a od 1996 roku znajduje się na obszarze wpisanym na listę światowego dziedzictwa kulturowego UNESCO pod nazwą „Wulkany Kamczatki” .

## Aktywność
Częste, lecz umiarkowane i słabe erupcje występowały we wczesnym holocenie, w okresie 7000–5000 BP . Po nich nastąpił okres rzadszych, lecz silniejszych erupcji . Słabe wybuchy ze stożków II i III na zachodnich zboczach odnotowano w latach 1776, 1882, 1925, 1929, 1940 i 1956–1957 . Ostatnia odnotowana erupcja miała miejsce w 2016 roku . Aktywność związana jest z fumarolami zlokalizowanymi w pobliżu szczytu oraz w wypełnionym lodem kraterze stożka II . 